# فاجعه هواشناسی
فاجعه هواشناسی از آب و هوای شدید، مانند باران، خشکسالی، برف، گرمای شدید یا سرد، یخ، یا باد نشات می‌گیرد. خشونت‌آمیز، ناگهانی و مخرب محیط زیست بودن از ویژگیهای بلایای تولید شده یا تحت تأثیر جو زمین، به ویژه فرایندهای تشکیل آب و هواست.
نمونه‌هایی از بلایای آب و هوایی شامل کولاک، خشکسالی، بارش تگرگ، موج گرما، طوفان، سیل (ناشی از باران)، و گردباد است.